# Salpiglossis sinuata
El palito amargo o panza de burro, Salpiglossis sinuata, es una planta de la familia de las solanáceas, nativa del sur de Chile. 

## Hábitat
Se encuentra en las laderas asoleadas, entre Coquimbo y Valdivia, en la costa y cordilleras, a unos 2.000 m s. n. m. y en Argentina.

## Descripción
Planta perenne, hirsuto-glanulosa, pegajosa. Tallos derechos, hasta 1,5 m de alto. Hojas inferiores ovado-elípticas, de 4,7 cm de largo, pinnatilobuladas hasta pinnatífidas, atenuadas en el pecíolo; hacia arriba en el tallo, de menor tamaño y con menos divisiones. Flores grandes en panículas terminales;cáliz cilíndrico, de 1 cm de largo, partido en 5 dientes; corola de 4-5 cm de largo, tubular, luego dilatada arriba y abierta en 5 divisiones bilobuladas de color blanco-amarillento veteado a púrpura intenso, rojas, anarajandas, moradas, amarillas o violeta-atropurpúreo.

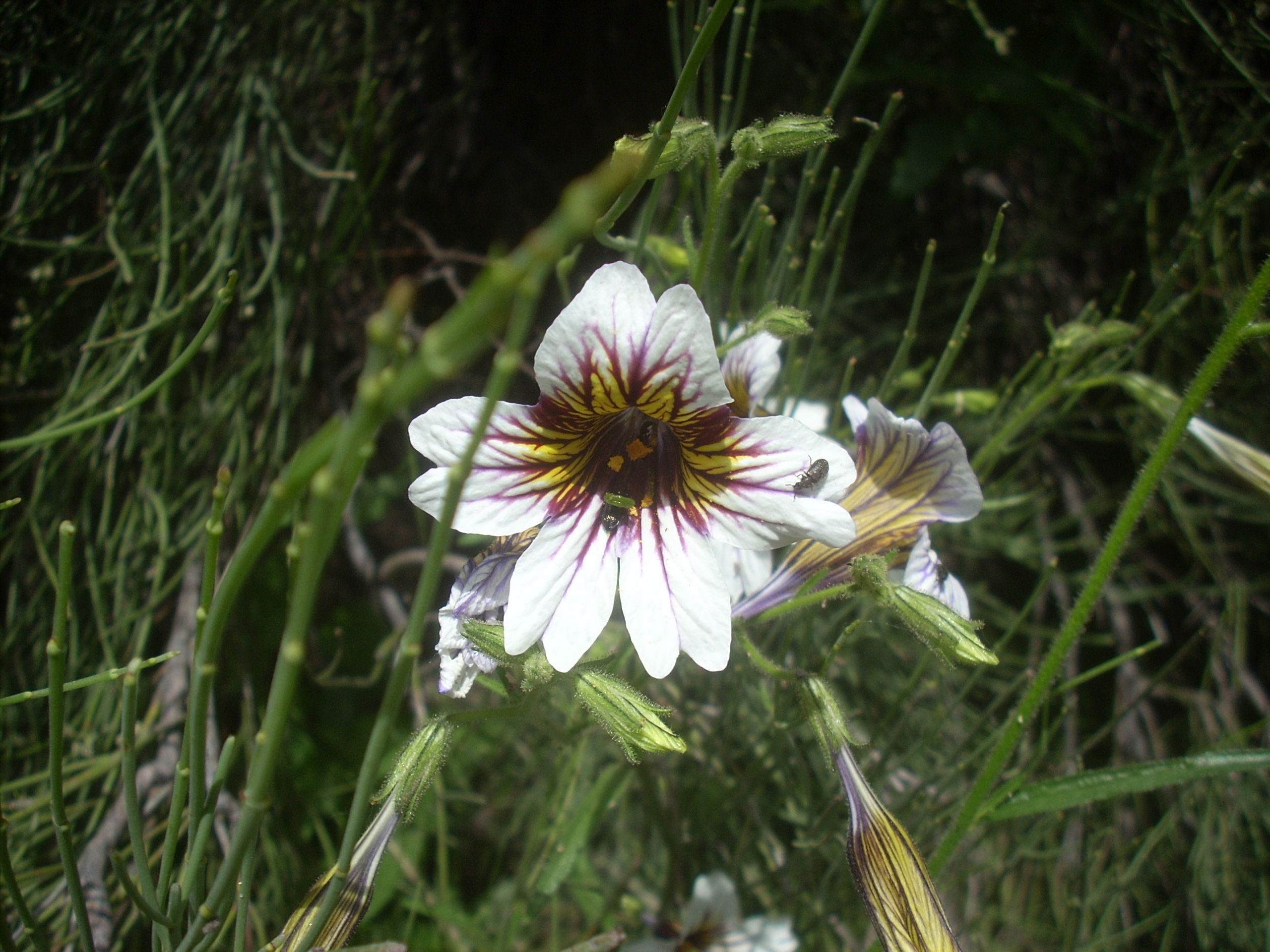
Salpiglossis Sinuata

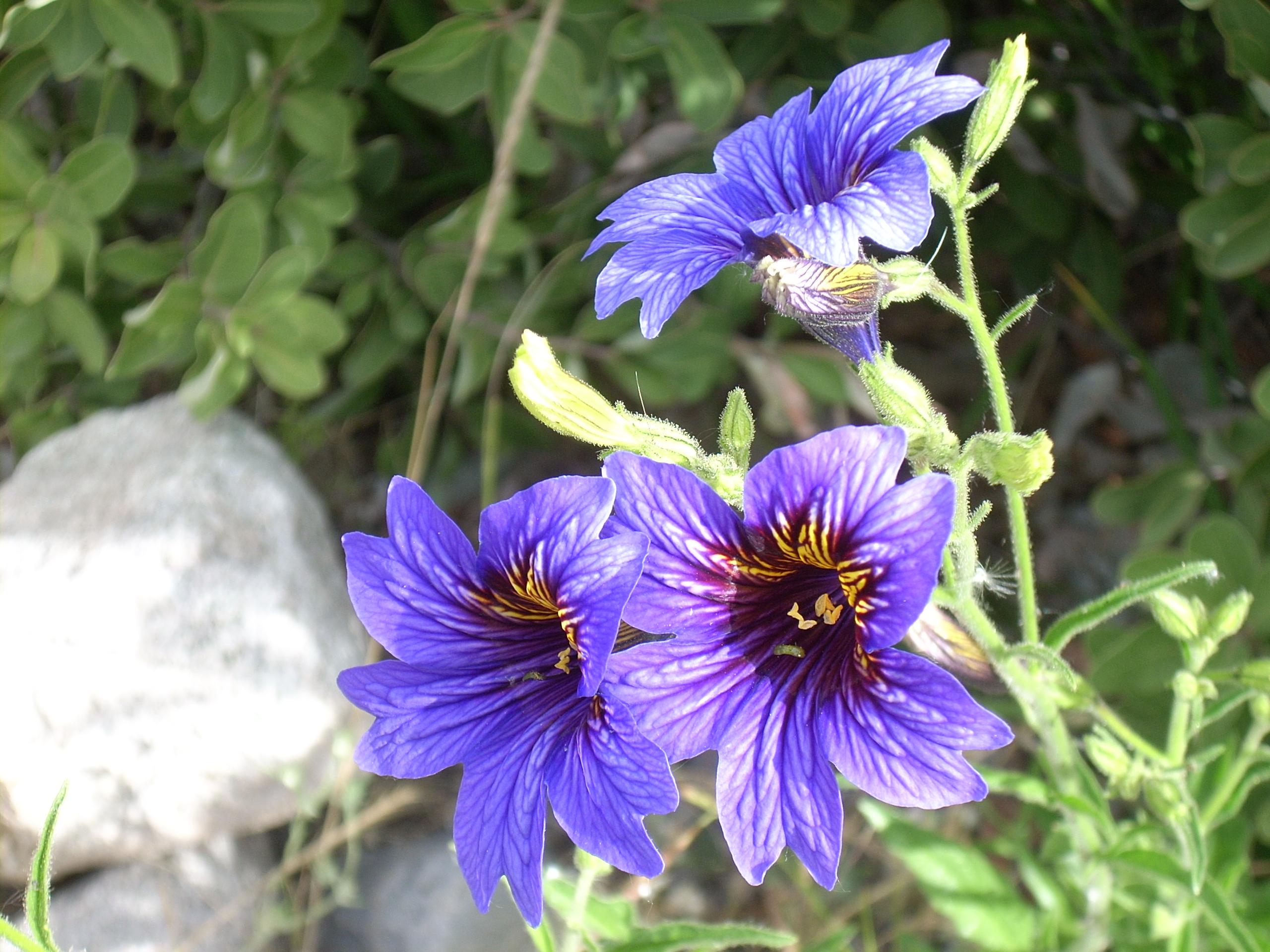
Salpiglossis- Sinuata

## Floración
Octubre a enero. Fruto: Cápsula que contiene semillas muy pequeñas, negras.

## Taxonomía
Salpiglossis sinuata fue descrita por Ruiz & Pav. y publicado en  London Journal of Botany 5: 190, en el año 1846.
sinonimia
- Phyteuma tricolor Molina
- Salpiglossis atropurpurea R. Graham
- Salpiglossis barclayana Sweet
- Salpiglossis coccinea Lindl. & Paxton
- Salpiglossis fulva Court.
- Salpiglossis picta Sweet
- Salpiglossis purpurea Miers
- Salpiglossis straminea Hook.[2]